# Laxta fraucai
Laxta fraucai är en kackerlacksart som beskrevs av Roth, L. M. 1992. Laxta fraucai ingår i släktet Laxta och familjen jättekackerlackor. Inga underarter finns listade i Catalogue of Life.